# Thomas Rusche
Thomas Rusche (* 24. September 1962 in Münster) ist ein deutscher Philosoph, Unternehmer, Wirtschaftsethiker und Kunstsammler.

## Leben und Wirken
Rusche lehrt seit 2019 als Privatdozent für Philosophie an der Universität Siegen, Hochschule für Philosophie München und seit 2008 an der WHU, Vallendar. Er ist mit der Mailänder Ärztin Anna Arizzi Rusche, Sozialdezernentin des Kreises Warendorf, verheiratet und Vater von vier erwachsenen Kindern, die zum Teil im Management des Familienunternehmens SØR tätig waren. Die Tochter Marianna Rusche, eine Neuro- und Intelligenzforscherin, ist im Februar 2022 verstorben.
Thomas Rusche machte Abitur am Mauritius-Gymnasium des Jesuitenkollegs Büren. Von 1982 bis 1990 absolvierte er ein Studium der Sozial- und Wirtschaftswissenschaften, Philosophie und Theologie an der Universität Freiburg (Schweiz) und an der Freien Universität Berlin. Es folgten Berufspraktika bei Peter Scott, Hawick, Atkinson, Belfast, Bogner und Konen, München, Burberry und Daks Simpson, London. Seit 1984 hatte er als Inhaber auch die Geschäftsführung der SØR Rusche GmbH inne, zog sich aus dieser aber 2020 zurück. Im Januar 2021 wurde bekannt, dass das Unternehmen nach erfolgter Sanierung und gleichzeitiger Restrukturierung vom deutschen Textilkonzern Van Laack übernommen wird.
Unter dem Künstlernamen Oscar Lenius entwarf Rusche Modekollektionen, seit 1986 fungierte er mehrfach als Präsident (Vizepräsident) des IMG (International Menswear Group), Weltverband des internationalen Modegewerbes und Ausrichter der Weltkonferenzen in Hamburg, Wien, Düsseldorf und Berlin.
1986 erwarb er den Lizenziat zum Dipl.-Volkswirt/CH, Universität Freiburg (Schweiz). 1991 Promotion zum Dr. rer. pol., Universität Freiburg, 1992 Magister Artium (M.A. phil.), FU Berlin, 2002 Promotion zum Dr. phil., FU Berlin. 2018 Habilitation Philosophie, Universität Siegen, 2019 Venia Legendi für Philosophie, Universität Siegen. In der Vergangenheit Lehrtätigkeit am Universitätsseminar der Wirtschaft Schloss Gracht (1989–1991), Institut für Unternehmensführung, Leopold-Franzens-Universität Innsbruck (1993–1996), Institut für Betriebsforschung Universität Hannover (1997–2007), Institut für Philosophie, FU Berlin (2007–2008), sowie Internationale Vortragstätigkeit, Gastvorlesungen u. a. an der Universität Luxemburg, Karls-Universität Prag, Universidad Catolica, Montevideo/Uruguay, HSG (Universität St. Gallen). Rusche war Kurator des Hans-Jonas-Zentrums, Universität Siegen, vormals FU Berlin, Förderer der „Kritischen Gesamtausgabe der Werke von Hans Jonas“, Mitbegründer und Leiter der interdisziplinären Forschungsgruppe EWD (Ethik und Wirtschaft im Dialog), dem Nukleus des Hans-Jonas-Zentrums sowie Initiator und Mitherausgeber der EWD-Publikationsreihe (16 Bände).
Thomas Rusche dient der Päpstlichen Stiftung Centesimus Annus Pro Pontifice (CAPP), Vatikan, und dem Hilfswerk Schwester Petra (Dienerinnen der Armen), Oelde, als Vorsitzender. Er ist Mitglied des Ritterordens vom Heiligen Grab zu Jerusalem, im Kolpingwerk und des BKU (Bund Katholischer Unternehmer) und ehemaliges Beiratsmitglied der J.T. Ronnefeldt KG, Frankfurt a. M., zudem vereinigt er Tätigkeiten als Verwaltungsratsmitglied der Ludwig Görtz GmbH, Hamburg, Mitglied im Trägerverein Haus am Waldsee, Berlin, Patron des Rijksmuseums Amsterdam, als Kurator und Mitstifter des Westfälischen Friedenspreises, Münster, sowie Veranstalter der Internationalen SØR-Meisterkonzerte auf Schloss Vornholz zu Ostenfelde in seiner Person.
Als Kurator und Kunstsammler fördert Rusche den Dialog zwischen zeitgenössischer Kunst und Alten Meistern, hinzu kommt die Moderation von bislang über 150 kunstphilosophischen Dialogveranstaltungen in Museen, Kunstgalerien und Sammlungsräumen. Er richtet die Salongespräche der 'Sofisten' und Berliner Diskurse aus, u. a. mit Margaret Barbour, Monika Grütters, Vittorio Hösle, Wolfgang Huber, Heiner Koch, Horst Köhler, Günther Oettinger, Neo Rauch, Gesine Schwan, Klaus Töpfer, Ursula von der Leyen.

## Theorie und Praxistransfer
Rekonstruktion der philosophischen Paradigmengeschichte; welche Relevanz haben die Paradigmen 'Essenz des Seins', 'Bewusstsein des Subjekts' und 'Intersubjektive Verständigung' für die zeitgenössische Philosophie? Welche normativen Orientierungen können daraus für den digitalen Transformationsprozess unserer Gesellschaft gewonnen werden?
Begründungs- und Anwendungsfragen der Diskursethik; Weiterführung des Entwurfs von Karl-Otto Apel zur Berliner Diskurspragmatik Dietrich Böhler. Konzeption der Verantwortungsvernunft. Praxisprüfung des Diskursvademecums: > Ermögliche den Diskurs - Argumentiere sinnvoll und sei ein glaubwürdiger Diskurspartner - Strebe nach argumentativem Konsens und verbessere die Dialogchancen <.
Prinzipienorientierung der christlichen Sozialethik, normative Fundierung und inhaltliche Weiterentwicklung; Feldforschung zur praktischen Anwendung sozialethischer Prinzipien im empirischen Feld des Hilfswerks Sr.Petra, Dienerinnen der Armen (sechs Forschungsreisen zu über 100 indischen Ordenseinrichtungen).
Zukunftsverantwortung in der Gefahrenzivilisation, Auseinandersetzung mit der Philosophie Hans Jonas’ und der Integralen Ökologie von Papst Franziskus. Ableitung von Dimensionen sozial-ökologischer Mitverantwortung (Indidividuen, Organisationen, Gesellschaft).
Fundamentaltheorie der Wirtschaftsethik; Transdisziplinäre Erforschung von ökonomischen und philosophischen Grundlagen des moralbasierten und erfolgsorientierten Handelns in der sozial-ökologischen Marktwirtschaft unter globalen Wettbewerbsbedingungen.
Begründung, Ausgestaltung und Anwendung einer verantwortungsvernünftigen Unternehmensethik. Aktionsforschung zur Überprüfung der Praxistauglichkeit unternehmensethischer Theoriemodelle im empirischen Feld einer mittelständischen Unternehmung.
Relevanz wertethischer Kodizes in Organisationen; Implementierung und Auswertung der Organisationsentwicklung; Entwurf eines wertebasierten Statuts für die internationale Non-Profit-Organisation IMG, Toronto. Analyse und Evaluation des intellektuellen Kapitals von Organisationen; Erarbeitung einer Wissensbilanz (intellectual capital statement), in Zusammenarbeit mit dem Fraunhofer-Institut, Bundesministerium für Wirtschaft und Arbeit.
Ästhetik in der Gegenwartskultur; Rekonstruktion und Konkretisierung einer ästhetischen Kriteriologie in kuratorischen Konzepten, Kulturprogrammen und Kunstausstellungen, u. a. Niedersächsisches Landesmuseum Hannover, Museum der Bildenden Künste und Baumwollspinnerei Leipzig, Kunsthalle Osnabrück, Museum Abtei Liesborn, Bayer Kulturhaus Leverkusen, Kunsthaus Stade, Auf AEG Nürnberg, Kunsthaus Apolda.

## SØR Rusche Sammlung Oelde/Berlin
Die SØR Rusche Sammlung Oelde/ Berlin, deren Wurzeln ins 19. Jahrhundert zurückreichen, umfasste bis 2019 über 3000 Werke mit den Schwerpunkten Niederländische Malerei des 17. Jahrhunderts und zeitgenössische Kunst des 21. Jahrhunderts. Zunächst in Begleitung seines 1996 verstorbenen Vaters Egon Rusche, sammelt Thomas Rusche bereits seit seiner Kindheit; zunächst Druckgrafik und Zeichnungen, dann Alte Meister und Skulpturen; seit 2004 zeitgenössische Kunst aller Medien, mit dem Sammlungsschwerpunkt der Kabinettmalerei. Die Sammlung wurde fortlaufend wissenschaftlich bearbeitet und in deutschen sowie internationalen Museen ausgestellt.
2019 gab Thomas Rusche bekannt, seine Kunstsammlung aufzulösen, bereits 2016 nahm er die Firmensammlung aus dem Unternehmensvermögen heraus. Mit dem Erlös sollte die Digitalisierung des Textilunternehmens SØR Rusche vorangetrieben werden.

## Publikationen und Rezeption
- Unternehmensethik. Vernünftig begründen und erfolgreich anwenden, Berlin 2020. Wirtschaftsphilosophische Grundlegung der Unternehmensethik, Architektonische Weiterentwicklung der Diskursethik, aktionsreflexive Anwendung der Methodik. „Das Werk leistet eine umfassende Darstellung des Themengebiets (...) und wird eine Standartdarstellung werden“ (Hans Lenk). „Der normative Diskurs geschäftlichen Handelns ist gerade heute von größter Bedeutung. Nur wenn wir es schaffen, dass Nachhaltigkeit, Gemeinwohl und Gewinnstreben in Harmonie miteinander stehen, können wir das ordnungspolitische Modell der sozialen Marktwirtschaft bewahren. Thomas Rusche leistet dazu einen wichtigen Beitrag“ (Klaus Leisinger).
- Ein ABC der Diskursethik, in: Was gilt? Diskurs und Zukunftsverantwortung, hrsg. von Thomas Rusche u. a., Freiburg, München 2019. Das Paradigma der Intersubjektivität fundiert die diskursethische Konzeption K.-O. Apels, die D.Böhler zur Diskurspragmatik umgewandelt hat. In Auseinandersetzung mit V.Hösle und H.Lenk wird in diesem „hochinteressanten, rekonstruktiv hermeneutischen Text“ der Ansatz sinnkritisch und schemainterpretierend weiterentwickelt. Die Rezeption der Publikation durch Dietrich Böhler verdeutlicht, „daß Thomas Rusches so erhellender wie komprimierter Beitrag >> Ein ABC der Diskursethik << in der Wirkungsgeschichte Karl Otto Apels steht und auch in die Geschichte der Böhlerschen Rezeption von Apel hineingehört“ (Dietrich Böhler).
- Aspekte einer dialogbezogenen Unternehmensethik, Hamburg 2002. Die hier vorgelegten unternehmensethischen Diskurse laden dazu ein, über die Begründung, Motivation und Praxis der Unternehmensethik nachzudenken. Angesichts der planetarischen Herausforderung unserer hochtechnologischen Wirtschaftsgesellschaft bedarf es einer dialogreflexiv begründeten, prinzipienorientierten Ethik, die zum verantwortungsvernünftigen Handeln in der Unternehmenspraxis motiviert. Die Publikation enthält neben Beiträgen zur unternehmensethischen Theorie „ein bemerkenswertes Praxisbeispiel für einen unternehmensethischen Kodex, der im Unterschied zu den üblichen Ethik-Kodizes nicht einfach auf << feste Werte>> des Verhaltens setzt, sondern vorrangig auf die strukturelle und kulturelle Verwirklichung der Voraussetzungen eines dialogischen Umgangs mit ethischen Fragen im Unternehmen ausgerichtet ist“ (Peter Ulrich).
- Philosophische versus ökonomische Imperative einer Unternehmensethik, Münster 1993. Für einen fruchtbaren Dialog von Wirtschaft und Ethik ist eine kenntnisreiche Darstellung der philosophischen und ökonomischen Imperative des unternehmerischen Handelns von grundlegender Bedeutung. Bei der hier vorgelegten Untersuchung „handelt es sich um eine konzentriert und kenntnisreich durchgeführte Rekonstruktion von philosophischen Beiträgen zur Ökonomie bzw. von möglichen Fundamenten der Ökonomie. Rusche interpretiert und diskutiert grundlegende Ansätze der praktischen Philosophie; die Aristotelische Ethik, die katholische Soziallehre, den Universalismus Kants, den Utilitarismus, die Gerechtigkeitstheorie von Rawls und die Diskursethik“ (Dietrich Böhler).

Monographien
- Unternehmensethik. Vernünftig begründen und erfolgreich anwenden, EWD Bd. 16, zugleich: Verantwortungsvernünftige Unternehmensethik. Von der diskurspragmatischen Konzeption zur aktionsreflexiven Anwendung, Siegen, Univ., Habilitationsschrift 2018, Berlin 2020
- Das Kleidergen – SØR Genese in Fünf Akten, Oelde 2006
- Der Wissensmanager – Weisheiten für Manager und andere Menschen, 2. Aufl., Münster, Hamburg, London 2006
- SØR Brevier der Kleidungskultur, 6. Auflage, Münster, Hamburg, London 2006
- Aspekte einer dialogbezogenen Unternehmensethik, EWD Bd. 4, Hamburg 2002
- Man trägt Tracht, SØR Album 101 Men’s Culture, Münster, Hamburg, London 1999
- Große Robe für den Herrn, SØR Album 102 Men’s Culture, Münster, Hamburg, London 1999
- Philosophische versus ökonomische Imperative einer Unternehmensethik, EWD Bd. 2, 3. Aufl., Münster 1993
- Strategisches Sortimentsmanagement im Handel, Empirische Wirtschaftsforschung, Bd. 15, Münster, Hamburg 1990

Artikel
- Nachhaltigkeit/Sustainability. In: Bongardt, M./Burckhart, H./Gordon, J.-St./Nielsen-Sikora, J. (Hg.): Hans Jonas-Handbuch, Stuttgart 2020 (geplant)
- Ein ABC der Diskursethik. In: Rusche,T./Becker J.-O./Herrmann, B. (Hg.): Was gilt? Diskurs und Zukunftsverantwortung, S. 236–265, Freiburg, München 2019
- Normative Orientierung im Digitalzeitalter, Antrittsvorlesung Universität Siegen, unveröffentlichtes Manuskript
- 2018 Methodische Schärfung der CSR-Diskussion, unveröffentlichtes Manuskript, 2018
- Ethik der Robotik. Habilitationsvortrag Universität Siegen, Digitale Bibliothek, Universität Siegen, 2018, urn:nbn:de:hbz:467-13820
- Is Technical Innovation Serving Socially Inclusive Business?, Digitale Bibliothek, Universität Siegen, 2018, urn:nbn:de:hbz:467-13390
- Digital transformation of our (economic) society. In: Marseguerra, G./Tarantola, A. M. (Hg.): Catholic Social Teaching in Action: Facing the Challenges of the Digital Age, S. 213–229, Vatikan 2018
- Digitale Transformation unserer (Wirtschafts)-Gesellschaft. In: Katholische Sozialwissenschaftliche Zentralstelle (Hg.): Kirche und Gesellschaft, Nr. 439, Köln 2017
- Von Fetzen und Trödel zu Kunst und Mode. In: Lehmann, U. (Hg.): Wirtschaft trifft Kunst, Wiesbaden 2017, S. 341–366
- Wachsen im Dialog. In: de Murillo, J. S. (Hg.): Facetten des Wachstums, Jahrbuch für Denken, Dichten, Kunst, Augsburg 2016, S. 109–123
- Diskursethik und Christliche Soziallehre. In: Katholische Sozialwissenschaftliche Zentralstelle (Hg.): Kirche und Gesellschaft, Nr. 413, Köln 2014
- Praktische Führungserfahrungen – was Führungspersönlichkeiten sagen. In: Kottmann/ T./Smit, K. (Hg.): Führungsethik, Wiesbaden 2014, S. 283–294
- Der Kunstsammler. Kennertum und Leidenschaft. In: Hausmann, A. (Hg.): Handbuch Kunstmarkt, Bielefeld 2014, S. 151–166
- Die Zeit der Wölfe. In: Süddeutsche Zeitung, 22. Dezember 2014, S. 18
- Einleitung. In: Beckers, J. O./Preußger, F./Rusche, T. (Hg.): Dialog – Reflexion - Verantwortung, Würzburg 2013, S. IX-XVII
- Glaubwürdigkeit als Vertrauenskapital. In: Essen, K. (Hg. im Auftrag der Herbert Quandt-Stiftung): Vertrauen und das soziale Kapital unserer Gesellschaft, Freiburg, Basel, Wien 2011, S. 50–60
- Vorwort Matej Kosir – Beyond the Surface, München 2010, S. 4–5
- Die Moloch-Frage: Welche Opfer machen glücklich? In: Apex pro art (Hg.): Moloch, Göttingen 2010, S. 4–5
- Norbert Tadeusz schwimmt gegen den Strom des Zeitgeists. In: Die Welt, 18. September 2010, S. W4
- Das ABC des CSR - Chancen und Nebenwirkungen einer neuen Moralstrategie. In: Aßländer, M. S./Senge, K. (Hg.): Corporate Social Responsibility im Einzelhandel. Ethik und Ökonomie, Bd. 8, Marburg 2009, S. 55–78
- Ethische Reflexion der unternehmenskulturellen Verantwortungsdimensionen. In: Bausch, T. (Hg.): Normativität und Anwendungsbedingungen einer Wirtschafts- und Unternehmensethik in marktwirtschaftlichen Wettbewerbsstrukturen, EWD Band 14, Münster, Berlin 2008, S. 193–236
- Zukunftsverantwortung im Herzen tragen. In: Salmann, P. (Hg.): Die Leere des Herzens, Warendorf, 2007, S. 109–124
- Über die unverfügbare Würde des Einzelnen, impulse Magazin, August 2007, S. 130
- Eine wissenschaftshistorische und methodenkritische Rekonstruktion des Spannungsverhältnisses von ökonomischer und ethischer Rationalität, unveröffentlichtes Typoskript, EWD Kolloquium Berlin 2006
- Abschlussbericht der SØR-Wissensbilanz 2004/2005, herausgegeben vom Fraunhofer-Institut, Oelde 2004
- Geschäfte mit Kant. In: Mendel, M./Piper, N. (Hg.): Profit und Prinzip, Frankfurt/M. 2004, S. 147–149
- Ethik und Wirtschaft im Dialog. In: Ruh, H./Leisinger, K. M. (Hg.): Ethik im Management, Zürich 2004, S. 43–58
- Profit und Prinzip: Dokumentation des Expertenforums Mittelstand am 13. Juli 2004 in München. In: Mendel, M./Piper, N. (Hg.): Profit und Prinzip, Frankfurt/M. 2004, S. 28–97
- Das Diskursmodell einer dialogbezogenen Unternehmensethik. In: Bausch, T./Böhler, D./ Rusche, T. (Hg.): Wirtschaft und Ethik, EWD Bd. 12, Münster 2004, S. 149–162
- Unternehmensethische Anmerkungen zu den Konzepten von Homann, Steinmann und Ulrich. In: Bausch, T./Böhler, D./Rusche, T. (Hg.): Wirtschaft und Ethik, EWD Bd. 12, Münster 2004, S. 43–83
- Vom Rechthaber zum Dialogpartner. In: Mendel, M./Piper, N. (Hg.): Profit und Prinzip. Frankfurt/M. 2004, S. 144–146
- Globalisierung im Kleiderschrank, Süddeutsche Zeitung, Nr. 14, 19. Januar 2004, S. 20
- Geschäfte mit Kant, Süddeutsche Zeitung, Nr. 32, 9. Februar 2004, S. 20
- Am Ball bleiben, Süddeutsche Zeitung, Nr. 134, 14. Juni 2004, S. 18
- Das Kapital der Glaubwürdigkeit, Süddeutsche Zeitung, Nr. 158, 12. Juli 2004, S. 20
- Das unsichtbare Vermögen, Süddeutsche Zeitung, 20. September 2004, Nr. 218, S. 20
- Furcht ohne Angst, Süddeutsche Zeitung, Nr. 92, 22. April 2003, S. 26
- Vom Rechthaber zum Dialogpartner, Süddeutsche Zeitung, Nr. 141, 23. Juni 2003, S. 19
- Transzendentalpragmatische Wirtschaftsethik in der Gefahrenzivilisation. In: Burckhart, H./Gronke, H. (Hg.): Philosophieren aus dem Diskurs, Würzburg 2002, S. 484–505
- Die Krise weglächeln, Süddeutsche Zeitung, Nr. 272, 25. November 2002, S. 22
- Denkanstöße zum nachhaltigen Konsum im Bedarfsfeld Kleidung und Waschen. In: Schrader, U./Hansen, U. (Hg.): Nachhaltiger Konsum, Forschung und Praxis im Dialog, Frankfurt/M. 2001, S. 390–394
- Umweltverantwortung in der christlichen Sozialethik. In: Böhler, D./Stitzel, M. u. a. (Hg.): Zukunftsverantwortung in der Marktwirtschaft, EWD Bd. 3, Münster 2000, S. 138–158
- Ethik und Umweltverantwortung in der Unternehmensführung. In: Böhler, D./Stitzel, M. u. a. (Hg.): Zukunftsverantwortung in der Marktwirtschaft, EWD Bd. 3, Münster 2000, S. 355–366
- Das Diskursmodell der kommunikativen Unternehmensethik: Eine Weiterführung des Shareholder- und Stakeholder-Ansatzes. In: Hinterhuber, H. u. a. (Hg.): Das neue Strategische Management, 2. Aufl., Wiesbaden 2000, S. 465–481
- Können Manager einen Beitrag zur Betriebswirtschaftslehre leisten? In: Stauss, B./ Balderjahn, F. u. a. (Hg.): Dienstleistungsorientierung in der universitären Ausbildung, Stuttgart, 1999, S. 261–270
- Die ethische Verantwortung in der strategischen Unternehmensführung. In: Handlbauer, G./Matzler, K./Sauerwein, E./Stumpf, M. (Hg.): Perspektiven im Strategischen Management, Berlin, New York 1998, S. 259–268
- Shell und die Brent Spar – Unternehmensethische Analyse, Diskurse und Zukunftsverantwortung. In: Hansen, U. (Hg.): Marketing im gesellschaftlichen Dialog, Frankfurt/M., New York 1996, S. 405–414
- Strategisches Handelsmarketing: Sortimentsmanagement für die Praxis. In: Hinterhuber, H./Rechenauer, O./Stumpf, M. (Hg.): Die mittelständische Familienunternehmung, Bd. 2, Frankfurt/M. 1994, S. 203–227
- Kommunikative Unternehmensethik: Taugt Kant auch für den Mittelstand? In: Hinterhuber, H./Rechenauer, O./Stumpf, M. (Hg.): Die mittelständische Familienunternehmung, Bd. 2, Frankfurt/M. 1994, S. 25–45
- Strukturskizze der Diskursethik. In: Meran, J.-G. (Hg.): WMW, Diskussionsforum Medizinische Ethik, Nr. 3/4 Wien 1994
- Wider die verantwortungslose wirtschaftliche Unschuld. In: Böhler, D. (Hg.): Ethik für die Zukunft: Im Diskurs mit Hans Jonas, München 1994, S. 364–368
- Kulturausstrahlung. Wettbewerbsdifferenzierung durch Sortimentsstrategien. In: absatzwirtschaft, Sondernummer, Oktober 1989
- Aspekte einer Wirtschaftsethik, ISES-Workingpaper Nr. 123, Universität Freiburg Schweiz 1988
- Die Entwicklung des Ansatzes einer Gestaltungsmethodik der Sortimentsstrategie im Einzelhandel, BWL Diplomarbeit, unveröffentlichtes Manuskript, 1986
- Strategische Sortimentseinheiten im Handel, ISES-Workingpaper Nr. 97, Universität Freiburg/Schweiz 1986

Herausgeberschaft
- Böhler, D./Kuhlmann, W./Rusche, T. (Hg.): Unternehmensethik. Vernünftig begründen und erfolgreich anwenden, EWD Bd. 16, Berlin 2020
- Rusche, T./Beckers, J.-O./Herrmann, B. (Hg.): Dietrich Böhler, Was gilt? Diskurs und Zukunftsverantwortung, Freiburg, München 2019
- Rusche, T. u. a. (Hg.): Vom Allmächtigen zum Leibhaftigen, Köln 2016
- Bredekamp, H./Rusche, T. u. a. (Hg.): Gute Kunst? Wollen!, Berlin 2015
- Bayer Kultur/Rusche, T. (Hg.): Wahrheiten / Truth, Bielefeld, Berlin 2014
- Rusche, T. u. a. (Hg.): Bittersüße Zeiten – Barock und Gegenwart, Köln 2014
- Beckers, J. O./Preußger, F./Rusche, T. (Hg.): Dialog - Reflexion - Verantwortung – Zur Diskussion der Diskurspragmatik, Würzburg 2013
- Rusche, T. u. a. (Hg.): Schöne Landschaft - Bedrohte Natur. Alte Meister im Dialog mit zeitgenössischer Kunst, Bielefeld, Berlin 2013
- Rusche, T. u. a. (Hg.): Paule Hammer - Barocke Begegnungen, Bielefeld, Berlin 2013
- Rusche, T. u. a. (Hg.): Eros und Thanatos, Leipzig 2012
- Böhler, D./Kuhlmann, W./Rusche, T. (Hg.): Yaling Luo, Naturschutz und Umweltschutz als moralische Verpflichtung? Erörterung unter besonderer Berücksichtigung der Diskursethik, EWD Bd. 15, Münster 2008
- Böhler, D./Kuhlmann, W./Rusche, T. (Hg.): Thomas Bausch, Normativität und Anwendungsbedingungen einer Wirtschafts- und Unternehmensethik in marktwirtschaftlichen Wettbewerbsstrukturen, EWD Bd. 14, Münster 2008
- Böhler, D./Kuhlmann, W./Rusche, T. (Hg.): Thomas Veith, Würde und Verhältnismäßigkeit. Grundbegriffe der Zivilisierung wirtschaftspolitischen Handelns, EWD Bd. 13, Münster 2007
- Böhler, D./Kuhlmann, W./Rusche, T. (Hg.): Thomas Bausch, Dietrich Böhler, Thomas Rusche u. a. Wirtschaft und Ethik - Strategien contra Moral , EWD Bd. 12, Münster 2004
- Böhler, D./Kuhlmann, W./Rusche, T. (Hg.): Thomas Rusche, Aspekte einer dialogbezogenen Unternehmensethik, EWD Bd. 4, Münster 2002
- Böhler, D./Kuhlmann, W./Rusche, T. (Hg.): Thomas Bausch, Dietrich Böhler u. a. Zukunftsverantwortung in der Marktwirtschaft, EWD Bd. 3, Münster 2000
- Böhler, D./Kuhlmann, W./Rusche, T. (Hg.): Max M. Schlereth, Unternehmerisches Sein zwischen Realismus und Kunst, EWD Bd. 11, Münster 2000
- Böhler, D./Kuhlmann, W./Rusche, T. (Hg.): Thomas Rusche, Philosophische versus ökonomische Imperative einer Unternehmensethik, EWD Bd. 2, Münster 3. Aufl. 1999
- Böhler, D./Kuhlmann, W./Rusche, T. (Hg.): Stefan Kaletsch, Menschenbild, Moral und wirtschaftliche Entwicklung, EWD Bd. 10, Münster 1998
- Böhler, D./Kuhlmann, W./Rusche, T. (Hg.): Jean-Paul Harpes, Wolfgang Kuhlmann u. a. Zur Relevanz der Diskursethik, EWD Bd. 9, Münster 1998
- Böhler, D./Kuhlmann, W./Rusche, T. (Hg.): Jens-Peter Brune, Dietrich Böhler u. a., Moral und Sachzwang in der Marktwirtschaft, EWD Bd. 8, Münster 1996
- Böhler, D./Kuhlmann, W./Rusche, T. (Hg.): Friedrich Ludwig Nill, Strategische Unternehmensführung aus strategischer Perspektive, EWD Bd. 7, Münster 1995
- Böhler, D./Kuhlmann, W./Rusche, T. (Hg.): Stephan Wittmann, Praxisorientierte Managementethik, EWD Bd. 6, Münster 1994
- Böhler, D./Kuhlmann, W./Rusche, T. (Hg.): Franz Furger, Sozialethik und Ökonomik, EWD Bd. 5, Münster 1994
- Böhler, D./Kuhlmann, W./Rusche, T. (Hg.): Dietrich Böhler, Rudi Neuberth, Herausforderung Zukunftsverantwortung - Hans Jonas zu Ehren, EWD Bd. 1, Münster 2. Aufl. 1993

## Ehrungen und Auszeichnungen
- 2005 Wissensmanager des Jahres, Auszeichnung der Financial Times u. a.[10]
- 2017 Wilhelm-Weber-Preis für Verdienste um die Theorie und Praxis der Christlichen Gesellschaftslehre.[11]
- 2019 Arnold-Janssen-Preis für Sozialethik.[12]
- 2019 Preis des 'Ehrbaren Kaufmanns', verliehen durch den KKV (Verband der Katholiken in Wirtschaft und Verwaltung).[13]